# Humifikacja
Humifikacja – procesy przekształceń materii organicznej gleb (detrytusu) polegające na częściowym rozkładzie pierwotnych związków organicznych (np. szczątków roślinnych) i wtórnej syntezie. W wyniku humifikacji powstaje humus glebowy, nadający ciemne zabarwienie górnym poziomom genetycznym profilu glebowego. Związki humusowe są substancjami o złożonej strukturze. Z uwagi na swe cechy fizyczne i chemiczne, w tym dużą pojemność sorpcyjną, odgrywają bardzo ważną rolę w kształtowaniu właściwości gleb.
Humifikacja składa się z dwóch etapów:
- rozkładu (butwienie z udziałem tlenu i beztlenowe gnicie)
- syntezy swoistych związków próchnicznych, które składają się z: kwasów humusowych (hymatomelanowe, huminowe brunatne, huminowe szare), kwasów fulwowych (krenowe, apokrenowe), huminów i ulminów. Im tych związków jest więcej, tym żyźniejsza jest gleba.